# Lijst van voetbalinterlands Filipijnen - Maleisië
Deze lijst van voetbalinterlands is een overzicht van alle officiële voetbalinterlands tussen de nationale teams van de Filipijnen en Maleisië. De landen hebben tot nu toe twintig keer tegen elkaar gespeeld. De eerste ontmoeting, een wedstrijd tijdens de Aziatische Spelen 1978, werd gespeeld in Jakarta (Indonesië) op 26 augustus 1962. Het laatste duel, een vriendschappelijke wedstrijd, vond plaats op 4 september 2024 in Kuala Lumpur.

## Wedstrijden
| №  | Plaats              | Datum            | Competitie                      | Wedstrijd             | Uitslag |
| -- | ------------------- | ---------------- | ------------------------------- | --------------------- | ------- |
| 1  | Jakarta             | 26 augustus 1962 | Aziatische Spelen 1962          | Maleisië − Filipijnen | 15 − 1  |
| 2  | Kuala Lumpur        | 14 juli 1972     | Vriendschappelijk               | Maleisië − Filipijnen | 1 − 0   |
| 3  | Teheran             | 7 september 1974 | Aziatische Spelen 1974          | Maleisië − Filipijnen | 11 − 0  |
| 4  | Shah Alam           | 21 november 1977 | Zuidoost-Aziatische Spelen 1977 | Maleisië − Filipijnen | 5 − 0   |
| 5  | Singapore           | 30 mei 1983      | Zuidoost-Aziatische Spelen 1983 | Maleisië − Filipijnen | 0 − 0   |
| 6  | Bangkok             | 10 december 1985 | Zuidoost-Aziatische Spelen 1985 | Maleisië − Filipijnen | 6 − 0   |
| 7  | Bandar Seri Begawan | 21 juli 1987     | Vriendschappelijk               | Maleisië − Filipijnen | 2 −0    |
| 8  | Kuala Lumpur        | 21 augustus 1989 | Zuidoost-Aziatische Spelen 1989 | Maleisië − Filipijnen | 3 − 0   |
| 9  | Manilla             | 28 november 1991 | Zuidoost-Aziatische Spelen 1991 | Filipijnen − Maleisië | 1 − 0   |
| 10 | Singapore           | 4 september 1996 | Zuidoost-Azië Cup 1996          | Maleisië − Filipijnen | 7 − 0   |
| 11 | Jakarta             | 7 oktober 1997   | Zuidoost-Aziatische Spelen 1997 | Filipijnen − Maleisië | 0 − 4   |
| 12 | Shah Alam           | 10 december 2004 | Zuidoost-Azië Cup 2004          | Maleisië − Filipijnen | 4 − 1   |
| 13 | Bangkok             | 12 januari 2007  | Zuidoost-Azië Cup 2007          | Maleisië − Filipijnen | 4 − 0   |
| 14 | Manilla             | 29 februari 2012 | Vriendschappelijk               | Filipijnen − Maleisië | 1 − 1   |
| 15 | Shah Alam           | 1 juni 2012      | Vriendschappelijk               | Maleisië − Filipijnen | 0 − 0   |
| 16 | Selayang Baru       | 1 maart 2014     | Vriendschappelijk               | Maleisië − Filipijnen | 0 − 0   |
| 17 | Cebu City           | 27 april 2014    | Vriendschappelijk               | Filipijnen − Maleisië | 0 − 0   |
| 18 | Manilla             | 22 maart 2017    | Vriendschappelijk               | Filipijnen − Maleisië | 0 − 0   |
| 19 | Singapore           | 23 maart 2022    | Vriendschappelijk               | Filipijnen − Maleisië | 0 − 2   |
| 20 | Kuala Lumpur        | 4 september 2024 | Vriendschappelijk               | Maleisië − Filipijnen | 2 − 1   |

## Samenvatting
| Competitie                 | Totaal gespeeld | Winst Filipijnen | Gelijk | Winst Maleisië | Doelsaldo Filipijnen – Maleisië |
| -------------------------- | --------------- | ---------------- | ------ | -------------- | ------------------------------- |
| Zuidoost-Azië Cup          | 3               | 0                | 0      | 3              | 1 − 15                          |
| Aziatische Spelen          | 2               | 0                | 0      | 2              | 1 − 26                          |
| Zuidoost-Aziatische Spelen | 6               | 1                | 1      | 4              | 1 − 18                          |
| Vriendschappelijk          | 9               | 0                | 5      | 4              | 2 − 8                           |
| Totaal                     | 20              | 1                | 6      | 13             | 5 − 67                          |

PFF · 
A-internationals · 
Filipijns vrouwenelftal
Afghanistan ·
Australië ·
Azerbeidzjan ·
Bahrein ·
Bangladesh ·
Bhutan ·
Brunei ·
Cambodja ·
China ·
Estland ·
Fiji ·
Guam ·
Hongkong ·
India ·
Indonesië ·
Irak ·
Iran ·
Israël ·
Japan ·
Jemen ·
Jordanië ·
Kirgizië ·
Koeweit ·
Laos ·
Libanon ·
Macau ·
Malediven ·
Maleisië ·
Mongolië ·
Myanmar ·
Nepal ·
Noord-Korea ·
Oezbekistan ·
Oman ·
Oost-Timor ·
Pakistan ·
Palestina ·
Papoea-Nieuw-Guinea ·
Qatar ·
Singapore ·
Sri Lanka ·
Syrië ·
Tadzjikistan ·
Taiwan ·
Thailand ·
Turkmenistan ·
Verenigde Arabische Emiraten ·
Vietnam ·
Zuid-Korea ·
Zuid-Vietnam
FAM · 
A-internationals · 
Maleisisch vrouwenelftal
Afghanistan ·
Algerije ·
Australië ·
Bahrein ·
Bangladesh ·
Bhutan ·
Bosnië en Herzegovina ·
Brazilië ·
Brunei ·
Cambodja ·
Canada ·
China ·
Engeland ·
Fiji ·
Filipijnen ·
Finland ·
Ghana ·
Hongkong ·
India ·
Indonesië ·
Irak ·
Iran ·
Israël ·
Jamaica ·
Japan ·
Jemen ·
Jordanië ·
Kenia ·
Kirgizië ·
Koeweit ·
Laos ·
Lesotho ·
Libanon ·
Liberia ·
Libië ·
Liechtenstein ·
Macau ·
Malediven ·
Marokko ·
Mongolië ·
Myanmar ·
Nepal ·
Nieuw-Zeeland ·
Noord-Korea ·
Oezbekistan ·
Oman ·
Oost-Timor ·
Pakistan ·
Palestina ·
Papoea-Nieuw-Guinea ·
Qatar ·
Saoedi-Arabië ·
Salomonseilanden ·
Senegal ·
Singapore ·
Sri Lanka ·
Syrië ·
Tadzjikistan ·
Taiwan ·
Thailand ·
Turkije ·
Turkmenistan ·
Uruguay ·
Verenigde Arabische Emiraten ·
Vietnam ·
Zuid-Korea ·
Zuid-Vietnam ·
Zweden